# أليسون ويليامز
أليسون ويليامز (بالإنجليزية: Allison Williams)‏ مواليد 13 أبريل 1988 في كونيتيكت، الولايات المتحدة، هي ممثلة أمريكية بدأت مسيرتها الفنية عام 2004. درست في جامعة ييل.

## فيلموجرافيا

### أفلام
| سنة  | العنوان      | الدور              | ملاحظات         |
| ---- | ------------ | ------------------ | --------------- |
| 2016 | Past Forward | Woman #1           | Short film      |
| 2017 | اخرج         | Rose Armitage      |                 |
| 2018 | الكمال       | Charlotte Willmore |                 |
| 2020 | Horizon Line | Sara               | Post-production |

### تلفزيون
| سنة       | العنوان                                | الدور                    | ملاحظات                                 |
| --------- | -------------------------------------- | ------------------------ | --------------------------------------- |
| 2004      | American Dreams                        | Deborah                  | 2 episodes                              |
| 2011      | Will & Kate: Before Happily Ever After | كاثرين دوقة كامبريدج     | Recurring role; 4 episodes; also writer |
| 2011–2012 | Jake and Amir ‏                         | Cheryl                   | 2 episodes                              |
| 2011      | The League                             | Danielle                 | Episode: "The Guest Bong"               |
| 2012–2017 | فتيات                                  | Marnie Michaels          | Main role                               |
| 2013      | The Mindy Project                      | Jillian                  | 3 episodes                              |
| 2014      | Peter Pan Live!                        | بيتر بان                 | Television special                      |
| 2015      | ذا سيمبسونز                            | Candace's friend (voice) | Episode: "Every Man's Dream"            |
| 2018–2019 | سلسلة من الأحداث السيئة                | Kit Snicket ‏             | Recurring role; 8 episodes              |
| 2018      | باتريك ميلروز                          | Marianne                 | Episode: "Bad News"                     |
| 2019      | شارع السمسم                            | Sanitation Worker        | Episode: "Oscar Uncanned"               |

## وصلات خارجية
- أليسون ويليامز على موقع IMDb (الإنجليزية)
- أليسون ويليامز على موقع ميتاكريتيك (الإنجليزية)
- أليسون ويليامز على موقع الموسوعة البريطانية (الإنجليزية)
- أليسون ويليامز على موقع روتن توميتوز (الإنجليزية)
- أليسون ويليامز على موقع قاعدة بيانات الأفلام العربية
- أليسون ويليامز على موقع ألو سيني (الفرنسية)
- أليسون ويليامز على موقع ميوزك برينز (الإنجليزية)
- أليسون ويليامز على موقع أول موفي (الإنجليزية)
- أليسون ويليامز على موقع قاعدة بيانات الأفلام السويدية (السويدية)
- أليسون ويليامز على موقع قاعدة بيانات الفيلم (الإنجليزية)